# Náměstí Svobody (Mohelnice)
Náměstí Svobody, dříve také Ringplatz nebo náměstí Edvarda Beneše či náměstí Klementa Gottwalda, je historické náměstí. Nachází se v centru města Mohelnice v okrese Šumperk v Olomouckém kraji v etnickém regionu Haná a v geomorfologickém celku Mohelnická brázda. Náměstí je součástí městské památkové zóny Mohelnice.

## Historie a popis
Vydlážděné náměstí Svobody, které má půdorys obdélníku, existovalo již ve středověku. Je přirozeným centrem města i jeho historické části. Nacházejí se zde také kašny/fontány, mariánský morový sloup, radnice, obchody, lavičky, několik stromů, restaurace a další služby.

## Zajímavosti
- Památkově chráněný Mariánský morový sloup, který je ústřední dominantou a byl postavený v roce 1717 ve stylu barokním.
- Památkově chráněná klasicistní litinová kašna, která byla postavena někdy kolem roku 1850. Na vrcholu je socha Hygie.[3]
- Ocelová kašna od architekta Aleše Burina, instalována v roce 2012 na místě nedochovalé kamenné kašny se sochou Neptuna.[4]
- Radnice postavená v roce 1564.
- Měšťanské domy.

## Další informace
Náměstí je celoročně volně přístupné. Občasně zde bývají pořádány kulturní a společenské akce.

## Galerie

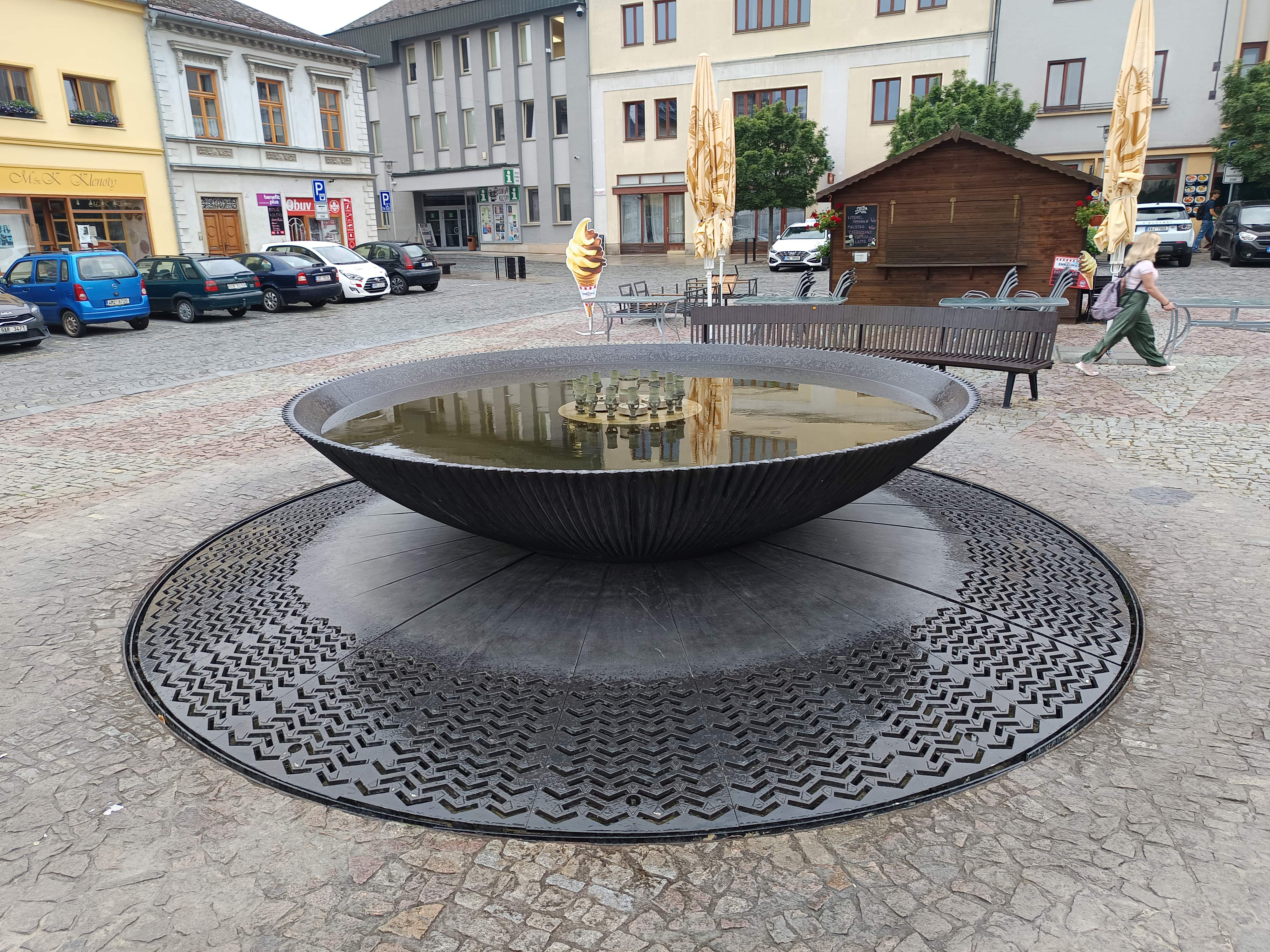
Moderní ocelová kašna
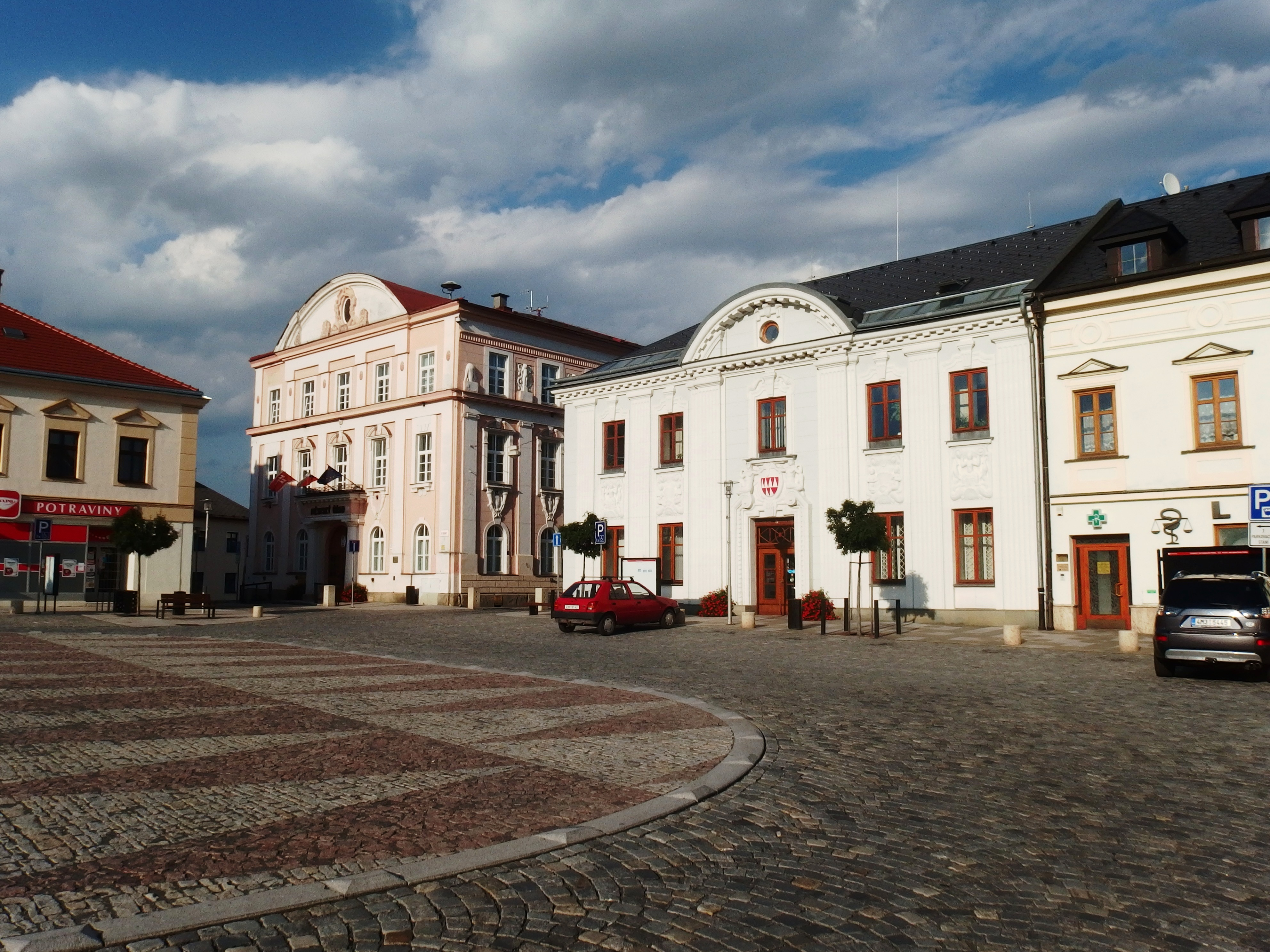
Pohled na východní část náměstí (uprostřed Stará a Nová radnice)
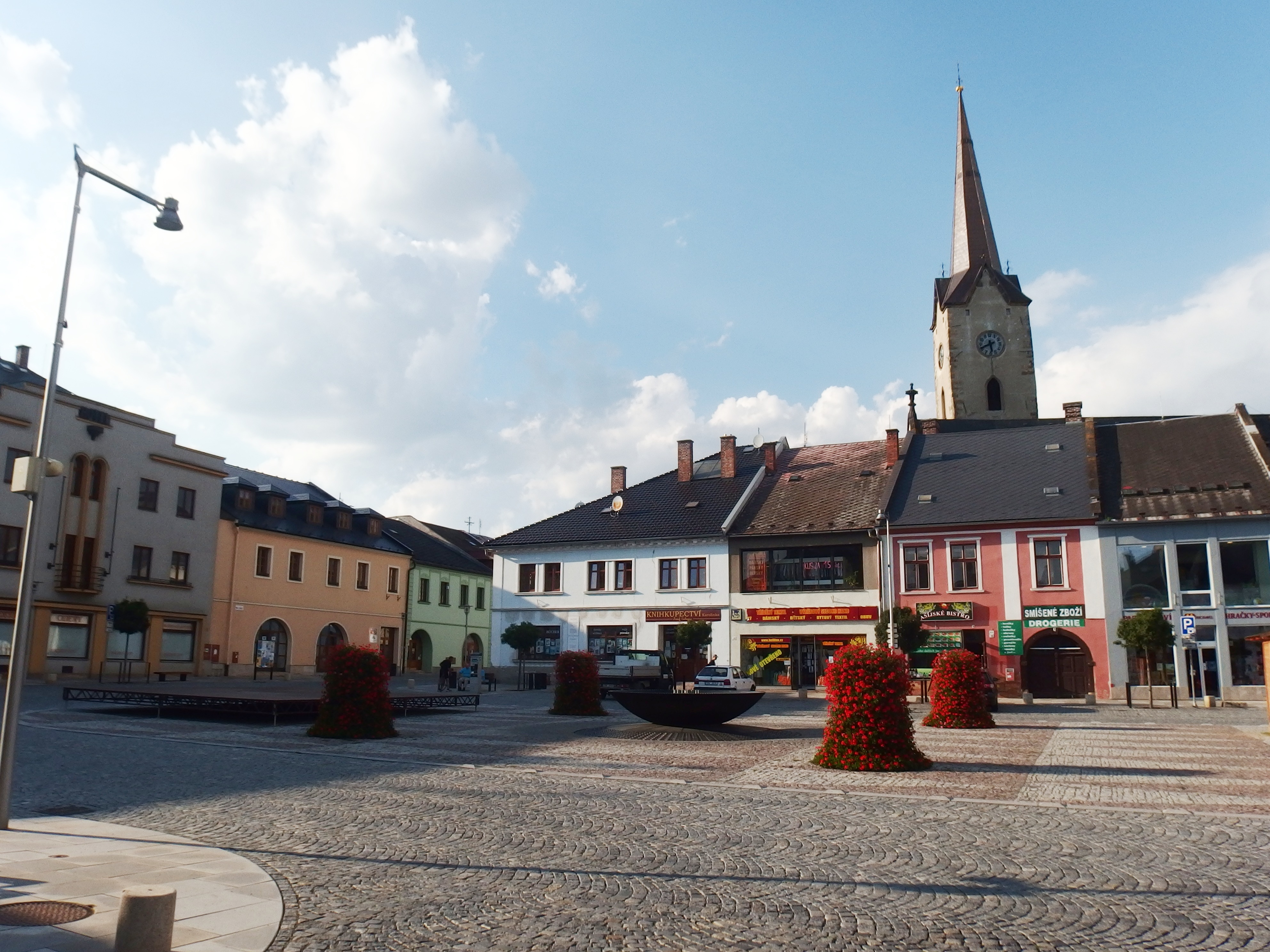
Pohled na náměstí z Olomoucké ulice
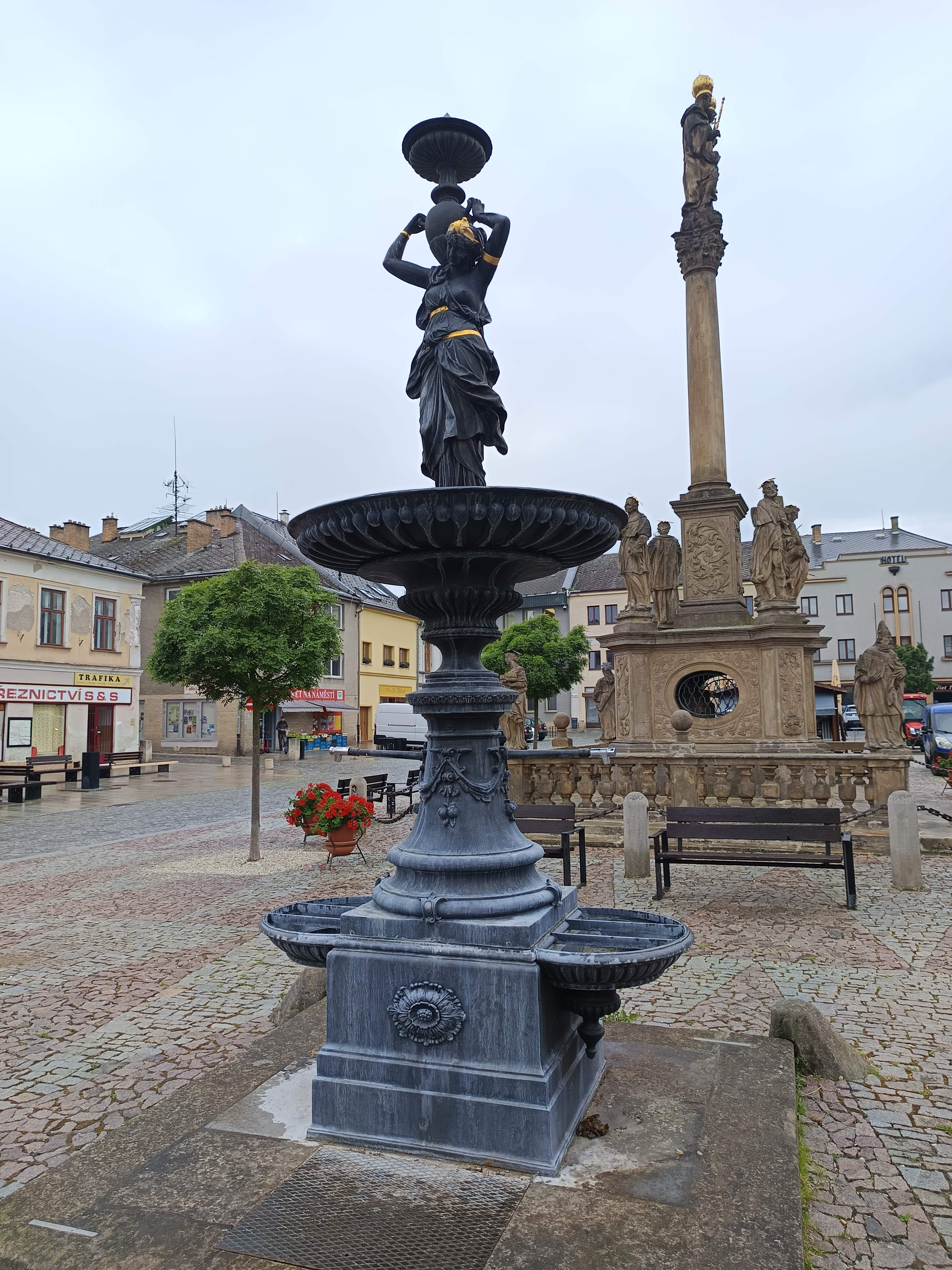
Klasicistní litinová kašna z poloviny 19. století
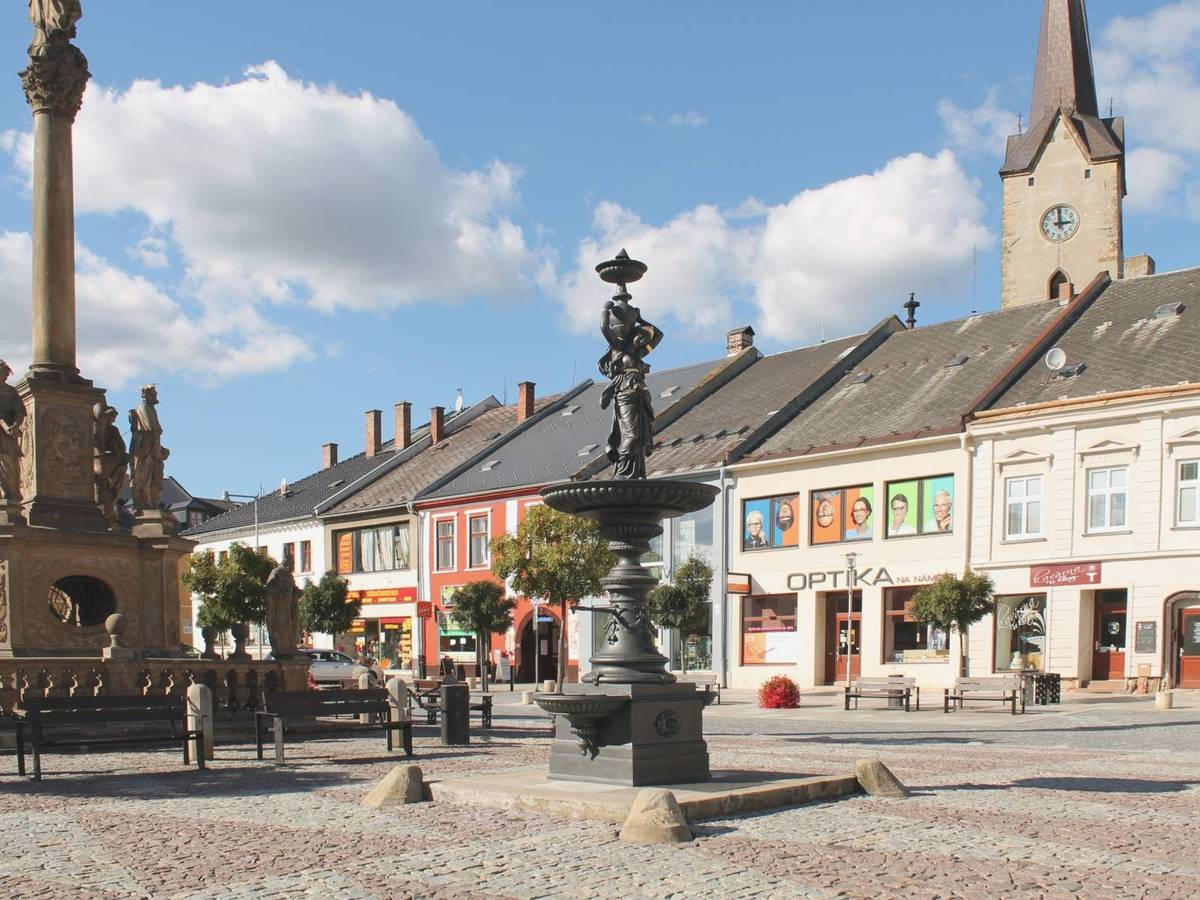
Pohled na severní část náměstí (v pozadí kostel svatého Tomáše z Canterbury)